# Список умерших в 692 году

## Октябрь
- 1 октября — Абдуллах ибн аз-Зубайр (68) — один из известных сподвижников пророка Мухаммеда, политический деятель Аравии, претендент на пост халифа.

## Ноябрь
- Асма бинт Абу Бакр — сподвижница исламского пророка Мухаммеда, дочь первого халифа Абу Бакра ас-Сиддика.

## Дата смерти неизвестна или требует уточнения
- Абу Фудайк — вождь надждитов после убийства Наджды ибн Амира из племени Бану Кайс ибн Саалаба.
- Балах-Чан-Кавиль, правитель и основатель Южного Мутульского царства со столицей в Дос-Пиласе (648—692).
- Наджда ибн Амир аль-Ханафи — основатель и эпоним хариджитской секты надждитов.
- Пасхалий — антипапа.
- Свефхард — король Кента (688—692).
- Стефан, епископ Кёльна (с ок. 690).
- Элвин Линдсейский — святой епископ Линдсейский.